# Estação Ecológica Tupinambás
A Estação Ecológica Tupinambás está localizada no estado de São Paulo na região sudeste do Brasil. O bioma predominante é o marítimo costeiro.